# Marjoe Gortner
Marjoe Gortner (născut Hugh Marjoe Ross Gortner; n. 14 ianuarie 1944, Long Beach, California, SUA) este un actor american. În copilărie a atras atenția prin faptul că, la vâsta de 4 ani a devenit cel mai tânăr predicator penticostal. Apoi a devenit celebru pentru apariția in filmul Marjoe, un documentar laureat al premiilor Oscar din 1972, despre rentabilitatea meseriei de predicator penticostal.
Numele „Marjoe” este rezultatul contopirii numelor biblice Maria și Iosif (Joseph).

## Filmografie
- Marjoe (1972)
- The Marcus-Nelson Murders (1973)
- The Gun and the Pulpit (1974)
- Earthquake (1974)
- Bobbie Jo and the Outlaw (1976)
- The Food Of The Gods (1976)
- Mayday at 40,000 Feet! (1976)
- Viva Knievel! (1977)
- Sidewinder 1 (1977)
- Acapulco Gold (1978)
- Starcrash (1978)
- When You Comin' Back, Red Ryder? (1979)
- Mausoleum (1983)
- Jungle Warriors (1984)
- Hellhole (1985)
- American Ninja 3: Blood Hunt (1989)
- Fire, Ice and Dynamite (1990)
- Wild Bill (1995)

## Legături externe
- Marjoe Gortner la Internet Movie Database
- Resurrecting 'Marjoe' article by Sarah Kernochan.
- Interview with Marjoe Arhivat în 23 noiembrie 2006, la Wayback Machine.